# Разумный (эсминец, 1939)
«Разумный» — советский эскадренный миноносец проекта 7. 

## Служба

### Строительство
Заложен 7 марта 1936 года на заводе № 200 в Николаеве под именем «Прочный», перезаложен 15 августа 1937 года на заводе № 202 во Владивостоке. Спущен на воду 30 июня 1939 года, 25 сентября 1940 года переименован в «Разумный». Вступил в строй 20 октября 1941 года и 7 ноября 1941 года включён в состав ТОФ.

### Переход с Тихоокеанского на Северный флот
В связи со слабостью Северного флота и необходимостью его срочного усиления, командование решило перебросить несколько кораблей с Дальнего Востока в Мурманск. Для этого были выбраны лидер «Баку» и эсминцы «Разъярённый», «Разумный» и «Ревностный». Эти корабли вошли в состав Экспедиции особого назначения ЭОН-18, которой предстояло пройти Северным морским путём. Корпуса кораблей одели в ледовые «шубы» — широкие пояса из деревянных брусьев и досок, обитые сверху кровельным железом. Во внутренних помещениях установили дополнительные подкрепления из металлических балок, деревянных стрингеров и пиллерсов. Один из гребных винтов заменили специальным ледовым, с чугунной ступицей и стальными съёмными лопастями, второй оставили штатным (на «Разумном» оставлен левый винт, на «Разъярённом» — правый), но его лопасти усилили стальными полосами толщиной в 10 мм. В разных местах корпуса были установлены тензодатчики, показывающие величину деформации корпуса. Были проведены работы по утеплению жилых помещений.
Отряд вышел из Владивостока 15 июля 1942 года. Через 3 дня эсминец «Ревностный» столкнулся с пароходом «Терней», и его пришлось оставить в Советской Гавани. Оставшиеся корабли благополучно прибыли в Петропавловск-Камчатский, а 30 июля — в бухту Провидения. Там они задержались до 14 августа для замены винта на «Разъярённом».
15 августа ЭОН-18 попала в лёд. Ледокол «Микоян» не мог самостоятельно справиться со льдом, поэтому на помощь ему были отправлены ледоколы «Каганович» и «Сталин». Но и этого оказалось недостаточно. Эсминец «Разумный» был зажат льдом с двух сторон, с 26 августа по 8 сентября он не мог сдвинуться с места. Выбравшись из льда, отряд относительно благополучно прибыл в Тикси, где пополнил запасы провизии и топлива. Через несколько дней отряд двинулся дальше.
Немецкий флот совершил попытку перехвата отряда, направив навстречу кораблям «карманный линкор» «Адмирал Шеер». Однако в условиях плохой видимости ЭОН-18 разминулась с противником, направившимся к порту Диксон.
Завершающая часть похода прошла достаточно спокойно. В 9:20 14 октября корабли ЭОН-18, пройдя 7327 миль, вошли на рейд Ваенги.

### Начало боевой работы на Севере

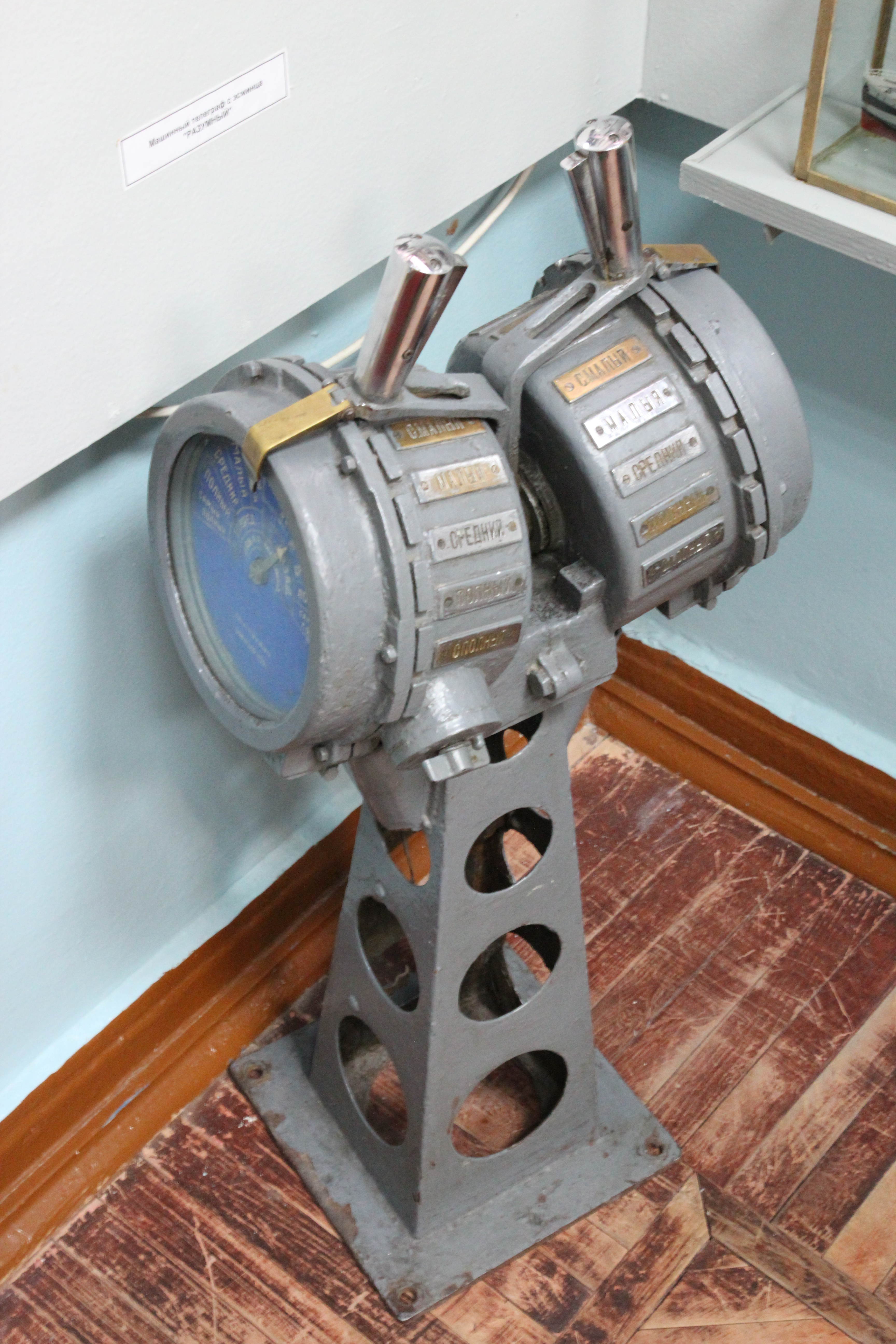
Машинный телеграф с эсминца «Разумный»

С 9 ноября «Разумный» приступил к боевой работе на Северном флоте. 21 ноября участвовал в спасении личного состава гибнущего эсминца «Сокрушительный», но, имея главной задачей противолодочную оборону кораблей, спас только одного человека.
С 25 по 27 декабря участвовал в эскортировании конвоя JW-51-A.

### Бой у мыса Маккаур
20 января 1943 года совместно с лидером «Баку» вышел в море для атаки обнаруженного радиоразведкой конвоя противника. В 22:03 были обнаружены «суда» противника. Корабли начали занимать позицию для атаки, но при сближении «противником» оказался о. Вардё. В 22:09, разобравшись в обстановке, вновь легли на прежний курс.
В 23:14 по пеленгу 270° на дистанции около 70 кабельтовых обнаружили отряд боевых кораблей в составе минного заградителя «Скагеррак», тральщиков М-303 и М-322, противолодочных кораблей Uj-1104 и Uj-1105, шедших курсом 110—115°, принятых за конвой в составе двух транспортов, эсминца, сторожевого корабля и тральщика. «Баку» сразу же повернул на них. В 23:15 германские корабли начали давать опознавательные сигналы, а лидер и эсминец их репетовали. В 23:22 «Баку» с дистанции 26,5 кабельтовых дал торпедный залп из одного аппарата (второй отказал) по, как он считал, второму транспорту и одновременно открыл по нему огонь артиллерией всех калибров. В 23:24 он начал поворот вправо для отрыва от противника и лёг на курс 62°, увеличив ход до 30 узлов. «Разумный», шедший в кильватер лидеру, перепутав сигнал «Рцы» (атаковать торпедами) с сигналом «Покой» (поворачивать вправо), торпедного залпа не произвел и, открыв артиллерийский огонь якобы по миноносцу противника, через 10 секунд после поворота лидера последовал за ним, сделав всего 15 залпов. Вражеские корабли отвечали артиллерийским огнём, предположительно стреляли также две батареи с берега. Результаты этого боя до сих пор точно неизвестны. По советским данным, был потоплен торпедой один из кораблей противника. Повреждений от огня вражеских кораблей лидер и эсминец не получили.

### Дальнейшее участие в войне
3 и 4 февраля участвовал в эскортировании четырёх транспортов из Белого моря в Кольский залив. 25 февраля встал в Росте в ремонт. 3 апреля, находясь в сухом доке, при налёте немецкой авиации в 21.45 был поражён авиабомбой, которая, пробив все палубы и днище корабля, разорвалась на земле рядом с бортом. Ещё одна бомба разорвалась в доке в 1,5 м от борта, повредив борта и надстройки осколками, третья бомба разорвалась с наружной стороны дока, также поразив корабль осколками. Один член экипажа был убит, трое ранены. Ремонт продолжался до 25 июня.
24 октября 1943 года эсминец при проводке конвоя обнаружил немецкую подводную лодку, но при поспешном сбросе глубинных бомб погнул собственные лопасти гребного винта, отчего пришлось вновь ремонтироваться в плавучем доке. Одновременно на эсминце установили английскую гидроакустическую станцию «Дракон 128С» и РЛС общего обзора «SL-1», а 2 зенитных пулемёта заменили на мощные 37-мм зенитные автоматы.
В ноябре 1943 «Разумный» при сопровождении конвоя АБ-55 атаковал немецкую подводную лодку (результат не подтверждён, в литературе советского времени утверждалось об её потоплении).
16 декабря 1943 года на базе в Полярном эсминец посетили командующий британским флотом метрополии адмирал Брюс Фрэзер и командующий Северным флотом адмирал А. Г. Головко.
При эскортировании конвоя JW-62 9 декабря 1944 года экипаж эсминца обнаружил и атаковал немецкую подводную лодку, наблюдались признаки её поражения, в результате кораблю было засчитано потопление подводной лодки. Атаковал немецкие подлодки также 15 декабря и 22 декабря 1944 года, в этих случаях кораблю было засчитано их повреждение.
В январе 1944 года в Полярном эсминец посетили делегация моряков ВМФ США в составе контр-адмирала К. Олсена, помощника военно-морского атташе коммандера К. Толли и лейтенант-коммандера Э. Йорка; разведчик Толли написал о посещении корабля подробное донесение. 
До конца войны эсминец эскортировал конвои, несколько раз выходил на поиск кораблей противника, участвовал в обстреле норвежского порта Вардё. 
Всего за годы войны выполнил 72 боевых похода, участвовал в проводке 59 морских конвоев (303 союзных и 25 советских транспортов), 12 раз обнаружил немецкие подводные лодки и 4 из них атаковал. Зенитные расчёты корабля сбили 1 немецкий самолёт. 

### Послевоенная служба
В 1945 году включён в состав эскадры Северного флота, активно выходил в море на боевую учёбу. При учебных зенитных стрельбах по конусу 23 мая 1946 года произошёл выстрел из зенитного орудия в момент, когда уже после отбоя стрельбы ствол был переведён в горизонтальное поражение, снаряд поразил надстройку, осколками убито 5 и ранено 4 члена экипажа. Командир батареи и командир орудия были отданы под суд. 17 августа 1946 года корабль посетил главком ВМФ СССР Н. Г. Кузнецов. В июле 1949 года корабль передали в бригаду эсминцев Северного флота, а в декабре 1950 года — в 20-ю дивизию эсминцев СФ. В 1952 году корабль был поставлен в капитальный ремонт на судоремонтном заводе ВМФ № 35, одновременно заменено вооружение и большая часть корабельных станций и приборов. Этот ремонт был завершён только в июле 1957 года, после чего корабль включили в 120-ю бригаду эсминцев 5-й дивизии кораблей Северного флота. В январе 1958 года приказом Главного морского штаба корабль был переведён в корабль-цель и начат демонтаж его вооружения. Но командованию Северного флота удалось отстоять только что отремонтированный корабль, он был возвращён в строй и передан в 121-ю бригаду эсминцев СФ. Однако в феврале 1960 года при очередном сокращении ВМФ его вновь перевели в корабль-цель ЦЛ-29, а в октябре 1960 года в плавучую мишень СМ-14. В мае 1963 года исключён из списка вспомогательных судов флота и передан на утилизацию. 

## Командиры
- 09.1940—08.1943 — капитан 3-го ранга В. В. Фёдоров
- 08.1943—10.1944 — капитан 3-го ранга Н. И. Никольский
- 10.1944—01.1945 — капитан 2-го ранга Е. А. Козлов
- 01.1945—07.1945 — капитан 2-го ранга Е. Т. Кашеваров
- 07.1945—12.1946 — капитан 2-го ранга В. М. Климов
- 12.1946—08.1947 — капитан 3-го ранга Г. К. Чернобай
- 08.1947—01.1948 — капитан 3-го ранга Н. Ф. Мартыненко
- 01.1948—12.1949 — капитан 3-го ранга В. М. Крылов
- 01.1950—12.1950 — капитан 3-го ранга П. И. Денисов
- 12.1950—07.1952 — капитан 3-го ранга Н. И. Москалец
- 07.1952—12.1953 — капитан 3-го ранга К. Н. Вязнов
- 12.1953—06.1954 — капитан 3-го ранга М. И. Забаев
- 06.1954—09.1955 — капитан-лейтенант Л. В. Зверев
- 09.1955—12.1957 — капитан 3-го ранга И. В. Рябов
- 12.1957—05.1960 — капитан 2-го ранга П. А. Дзиговский
- 05.1960—10.1960 — капитан 3-го ранга М. Д. Ованесов
- 10.1960—09.1962 — старший лейтенант В. А. Кошевецкий